# Gabbeh (film)
Pour les articles homonymes, voir Gabbeh (homonymie).
Pour plus de détails, voir Fiche technique et Distribution.
Gabbeh est un film poétique iranien réalisé par Mohsen Makhmalbaf, sorti en 1996.
Il a été projeté dans la section Un Certain Regard au Festival de Cannes 1996.
Le film tire son nom d'un type de tapis persan, le gabbeh.

## Synopsis
Un couple de personnes âgées marche vers la rivière afin de laver leur gabbeh. Quand le tapis est étalé sur le sol, une jeune fille, qui reçoit le nom de Gabbeh, semble surgir comme par magie d'un des motifs tissés de celui-ci. Le film présente son histoire et celle de sa famille, entre autres de son oncle qui espère trouver une épouse, et surtout de son désir vis-à-vis d'un jeune homme avec qui elle espère se marier.

## Fiche technique
- Titre : Gabbeh
- Réalisateur : Mohsen Makhmalbaf
- Scénario : Mohsen Makhmalbaf]
- Photographie : Mahmoud Kalari
- Son : Mojtaba Mirtahmasb
- Musique : Hossein Alizadeh
- Année de production : 1996
- Format : couleur
- Durée : 72 minutes
- Dates de sortie :  France : 26 juin 1996

## Distribution
- Abbas Sayah : l'oncle
- Shaghayeh Djodat : Gabbeh
- Hossein Moharami : l'homme âgé
- Rogheih Moharami : la femme âgée
- Parvaneh Ghalandari